# Premsa Andorrana
Premsa Andorrana SA és una empresa andorrana que edita el Diari d'Andorra, 7 Dies, la Base i llibres amb el nom d'Edicions del Diari d'Andorra. L'empresa és propietat de Reig Capital Group i el Grup Segre hi té una petita participació. L'any 2010 hi va haver una polèmica entorn del grup quan Jaume Bartumeu, President d'Andorra, va acusar Premsa Andorrana de tenir una "orientació editorial destinada cada matí a tirar sorra al Partit Socialdemòcrata".